# Muraenolepis kuderskii
Muraenolepis kuderskii är en fiskart som beskrevs av Arkadii Vladimirovich Balushkin och Prirodina 2007. Muraenolepis kuderskii ingår i släktet Muraenolepis och familjen Muraenolepididae. Inga underarter finns listade i Catalogue of Life.